# Ludwig von Hofmann

Ludwig von Hofmann, um 1910

Ludwig von Hofmann (* 17. August 1861 in Darmstadt; † 23. August 1945 in Pillnitz bei Dresden) war ein deutscher Maler, Grafiker und Gestalter. Seine in über 60 Jahren Schaffenszeit entstandenen Werke verbinden Elemente des Symbolismus mit dem Jugendstil, sind aber auch von anderen künstlerischen Bewegungen seiner Zeit vom Historismus bis zur Neuen Sachlichkeit beeinflusst. Er war Vorreiter der Bewegung Neues Weimar.

## Leben und Werk
Hofmann war ein Sohn des preußischen Staatsmanns Karl Hofmann, der von 1872 bis 1876 Ministerpräsident des Großherzogtums Hessen war und als Handelsminister im Kabinett Bismarck 1882 in den erblichen Adelsstand erhoben wurde. Seine Onkel waren die Maler Rudolf und Heinrich Ferdinand Hofmann.
Ludwig Hofmann studierte ab 1883 an der Akademie der bildenden Künste in Dresden und wechselte später zu Ferdinand Keller an die Kunstakademie Karlsruhe. 1889 studierte er an der Académie Julian in Paris und stand unter dem Einfluss französischer Künstler wie Pierre Puvis de Chavannes und Paul-Albert Besnard.

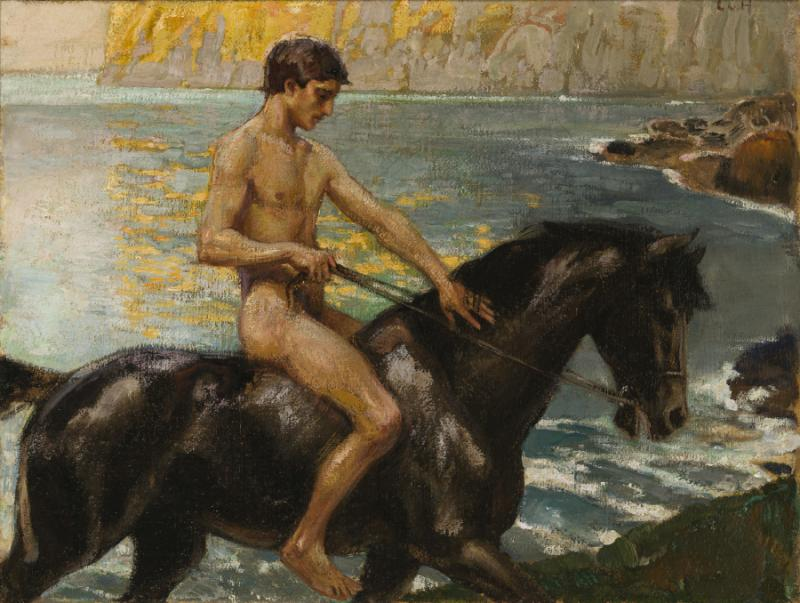
Reiter am Strand, um 1890, Berlinische Galerie, Berlin
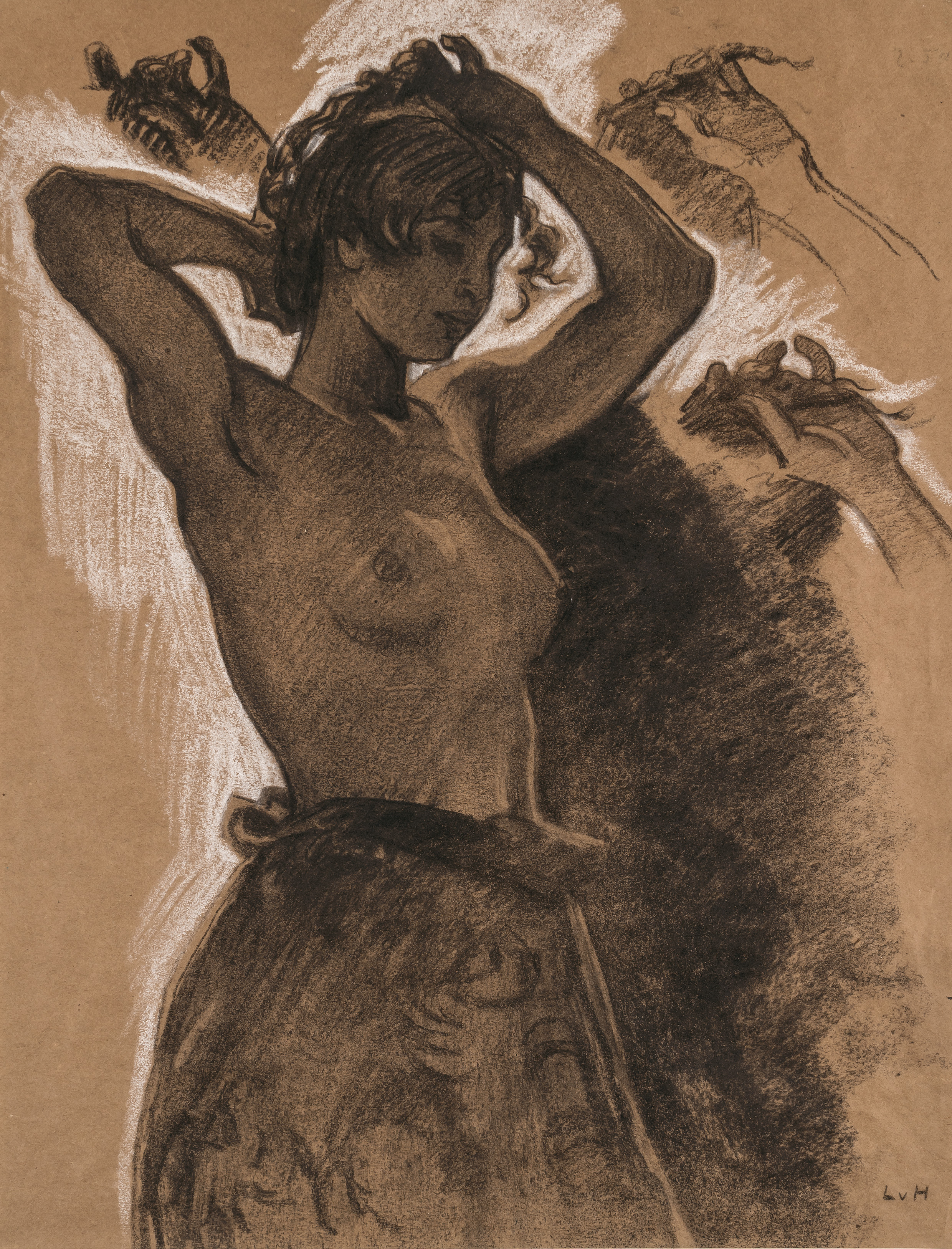
Weiblicher Halbakt, um 1894
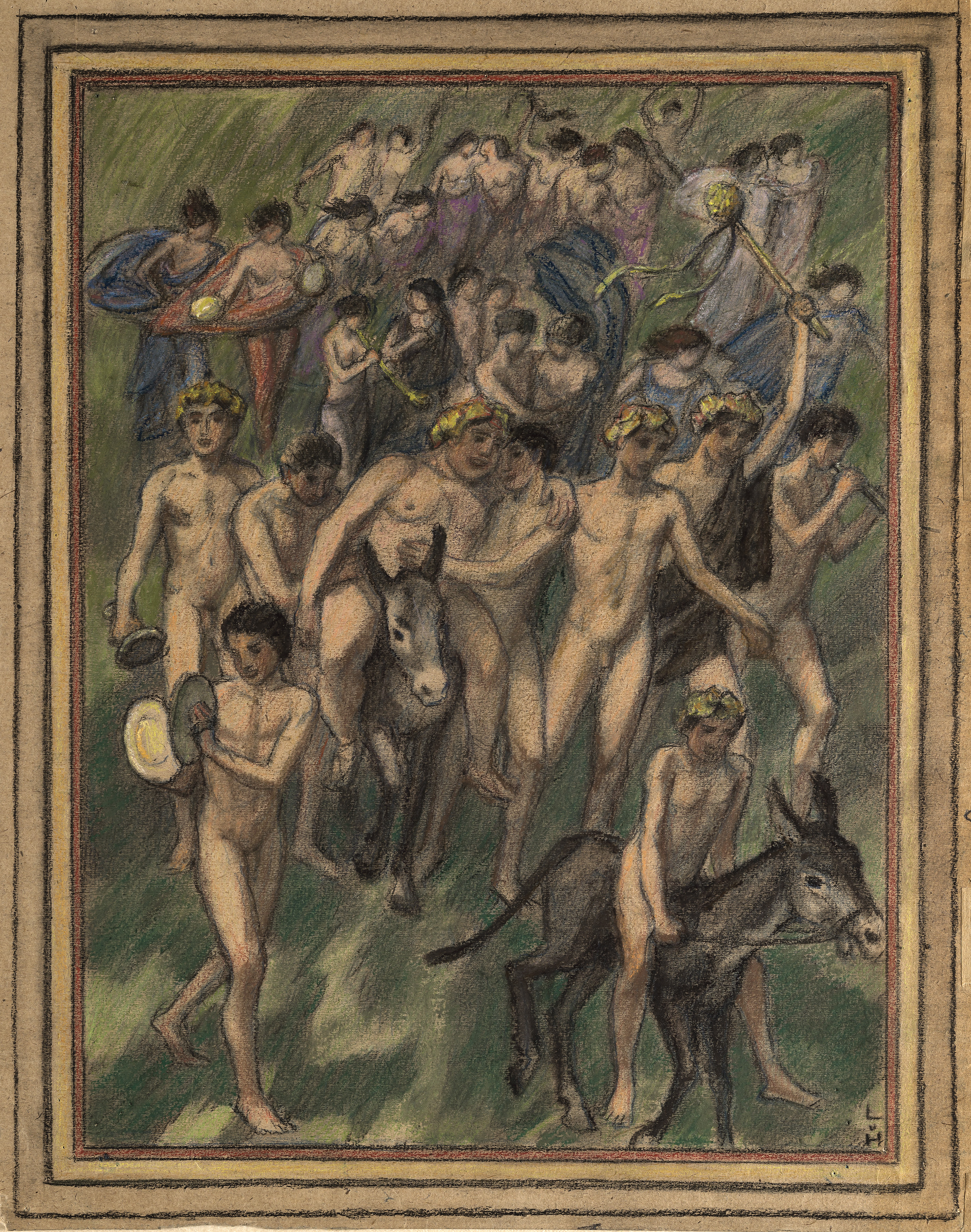
Bacchantenzug, um 1905
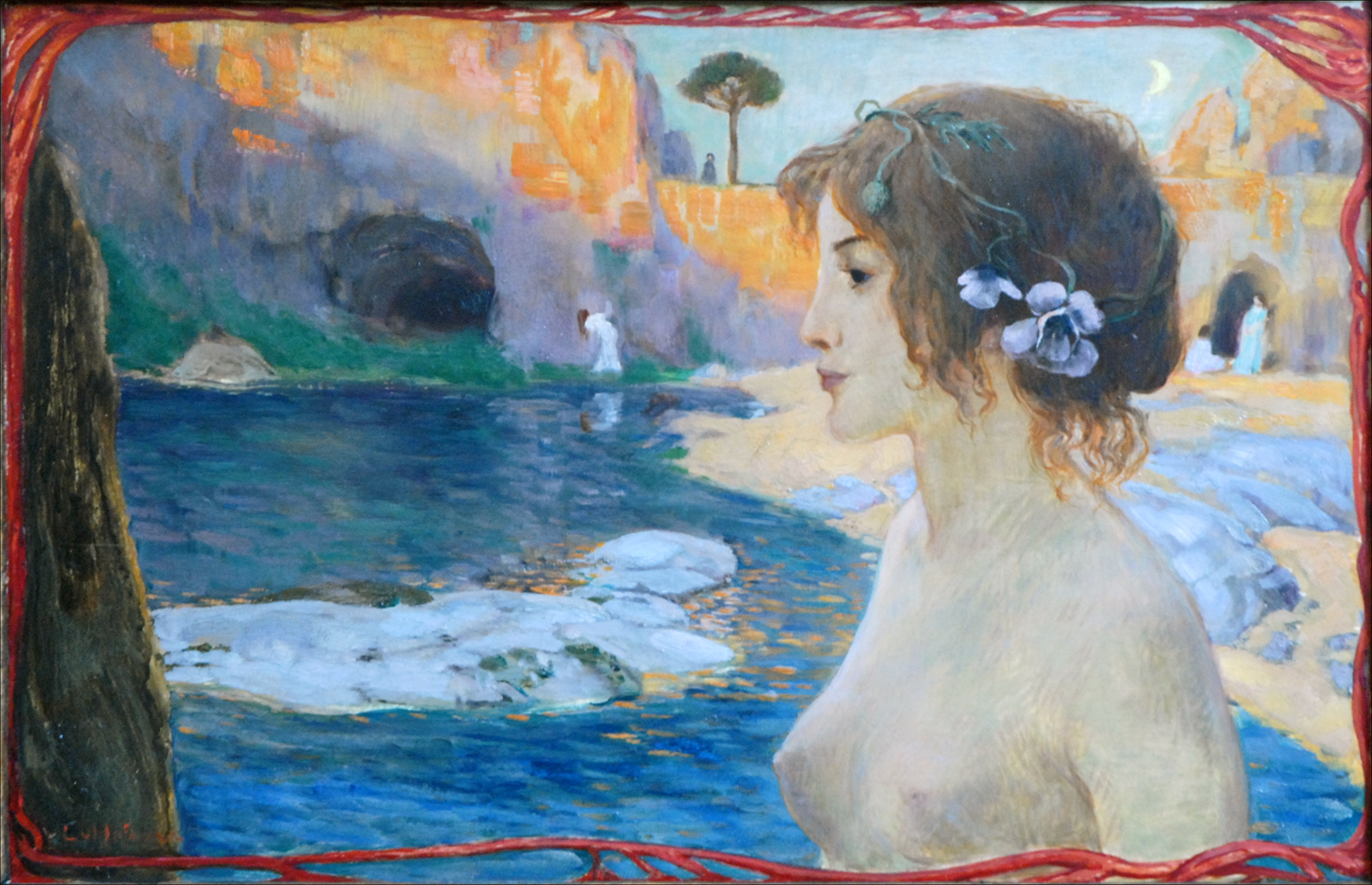
Träumerei, 1898, Öl auf Holz, Alte Nationalgalerie, Berlin

Ab 1890 war Hofmann als freischaffender Künstler in Berlin tätig. Er gehörte dort zur „Gruppe der Elf“ (mit Max Klinger, Max Liebermann u. a.). In der Zeit von 1894 bis 1900 war Hofmann viel auf Reisen und verbrachte den größten Teil seiner Zeit in Rom und in seiner Villa bei Fiesole. Zeit seines Lebens sollte die Rezeption der Antike und seine Vorstellung von einem Arkadien sein Werk entscheidend beeinflussen. Ab 1895 trug Hofmann zahlreiche Illustrationen zur einflussreichsten deutschen Zeitschrift des Jugendstils „Pan“ bei. Auf der Internationalen Kunstausstellung in Berlin 1896 erhielt er eine kleine Goldmedaille. Ab 1898 war er Mitglied der „Berliner Secession“. 1899 heiratete er Eleonore Kekulé von Stradonitz, Tochter des Archäologen Reinhard Kekulé von Stradonitz und damit eine Nichte seiner Mutter Cornelia Cora Kekulé, also seine Cousine.

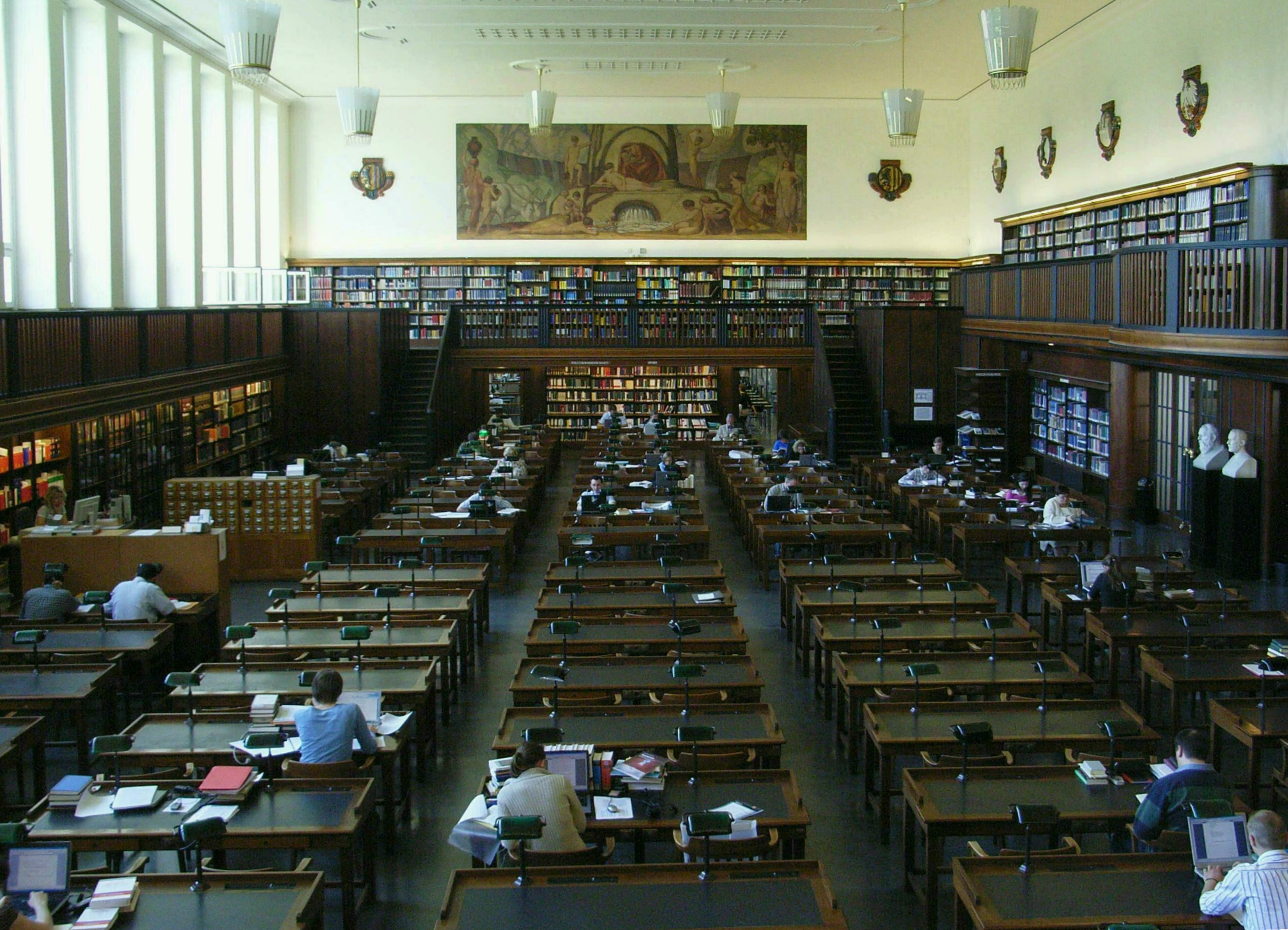
Lesesaal der Deutschen Bücherei

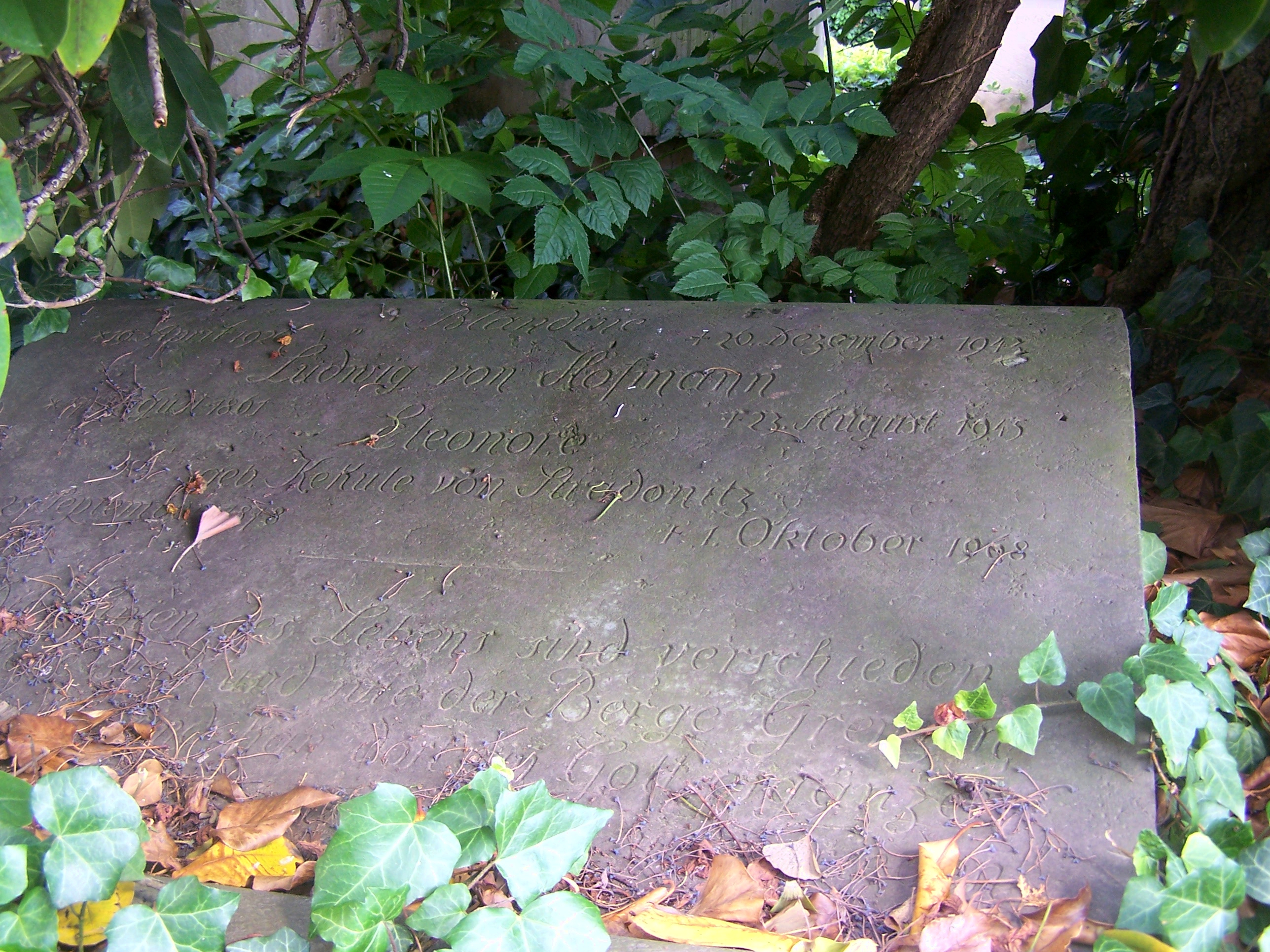
Ludwig von Hofmanns Grab auf dem Kirchhof Maria am Wasser in Dresden-Hosterwitz

1903 wurde er als Professor an die Großherzogliche Kunstschule in Weimar berufen, wo er im Umkreis von Harry Graf Kessler und Henry van de Velde mit vielen Vertretern der künstlerischen und literarischen Avantgarde verkehrte und zu einem Vorreiter von Kesslers Bewegung „Neues Weimar“  wurde. Zu seinen Schülern in Weimar zählten Hans Arp und Ivo Hauptmann. Mit dessen Vater, dem Literatur-Nobelpreisträger Gerhart Hauptmann, verband ihn eine Freundschaft, die sich in einer umfangreichen Korrespondenz und einer gemeinsamen Griechenlandreise im Jahr 1907 niederschlug. Mit van de Velde arbeitete Hofmann in mehreren Bauprojekten zusammen.
Im Kriegsjahr 1916 wechselte Hofmann nach Dresden an die Kunstakademie, wo er als Nachfolger Hermann Prells für das Fach Monumentalmalerei bis 1931 Professor war. In diese Zeit fällt die Ausgestaltung des Lesesaals der Deutschen Bücherei in Leipzig (1919). Mit Marcus Behmer schuf er Illustrationen für bedeutende Werke der Dichtkunst, beispielsweise für die Odyssee-Übersetzung Leopold Zieglers oder das Hirtenlied von Gerhart Hauptmann.
Hoffmann gehörte dem Vorstand der Künstlervereinigung Dresden an.
In den 1920er und 1930er Jahren wurde es ruhiger um Hofmann. 1937 wurden einige Werke in Erfurt als „Entartete Kunst“ verfemt, andere wurden aber weiterhin in Deutschland ausgestellt. 	
Im Jahr 1941 erhielt er die Goethe-Medaille für Kunst und Wissenschaft. 1945 starb Hofmann in Pillnitz. Sein Grab befindet sich auf dem Kirchhof Maria am Wasser in Dresden-Hosterwitz.
Ludwig von Hofmann war Mitglied im Deutschen Künstlerbund.

## Rezeption
Zu Hofmanns Bewunderern und Sammlern seiner Werke gehörten die österreich-ungarische Kaiserin Elisabeth, der Bankier und bedeutende Mäzen August Freiherr von der Heydt, der Verleger Rudolf Mosse sowie die Kunsthistoriker Heinrich Wölfflin und Wilhelm von Bode. Rainer Maria Rilke widmete Hofmann 1898 den (von Zeichnungen Hofmanns inspirierten) Gedichtzyklus „Die Bilder entlang“ (s. a. Veröffentlichungen); Hofmann hatte bereits vorher Rilkes Gedichtzyklus „Lieder der Mädchen“ mit Illustrationen versehen. Auch Thomas Mann bewunderte Hofmann und verarbeitete Eindrücke von Hofmanns Werk in seinem Roman „Der Zauberberg“. Bis zu seinem Tod hing das 1914 gekaufte Bild Die Quelle in seinem Arbeitszimmer. Hugo von Hofmannsthal verfasste zu Hofmanns Grafikmappe „Tänze“ 1905 ein Vorwort.

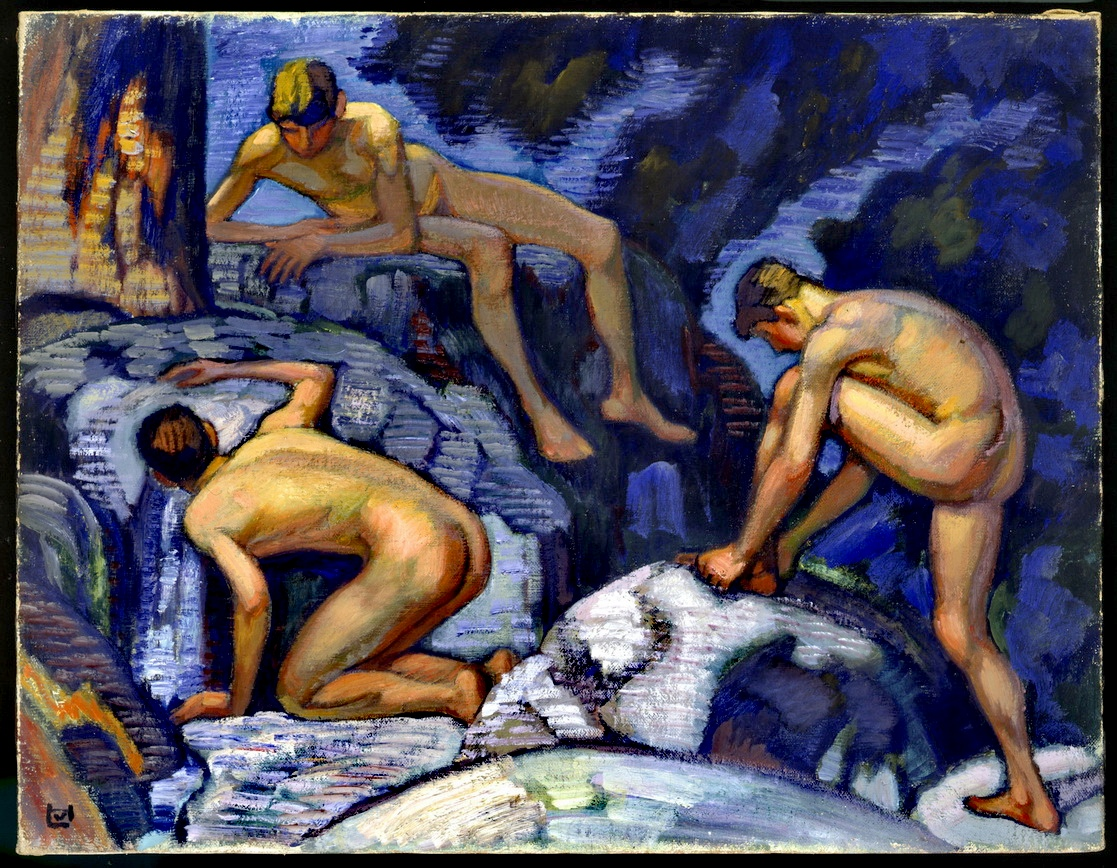
Die Quelle (1913)

In der Kunstkritik schon der 1920er und 1930er Jahre – und erst recht der Nachkriegszeit ab 1945 – wurde Hofmann wie viele Jugendstilkünstler kaum beachtet, sein Wirken geriet immer mehr in Vergessenheit. Seit den 1990er Jahren ist eine vermehrte Auseinandersetzung mit seinem Werk durch die kunsthistorische Wissenschaft und durch Ausstellungen zu verzeichnen. Der bisherige Höhepunkt dieser Renaissance ist die große Hofmann-Ausstellung „Arkadische Utopien in der Moderne“ in seiner Geburtsstadt Darmstadt 2005, deren umfangreicher Katalog in zahlreichen Aufsätzen verschiedenste Aspekte von Hofmanns Werk beleuchtet.
Er gehörte seinerzeit zur bevorzugten Auswahl zeitgenössischer Künstler, die das „Komité zur Beschaffung und Bewertung von Stollwerckbildern“ dem Kölner Schokoladeproduzenten Ludwig Stollwerck zur Beauftragung für Entwürfe vorschlug.

## Sammlungen
Hofmanns künstlerischer Nachlass wurde von seiner Witwe 1945 vor der Beschlagnahmung durch die sowjetische Besatzungsmacht gerettet und von ihr 1968 an ihren Großneffen, Dr. Arnulf Carrière, den sie testamentarisch als Alleinerben benannte, vermacht. Ein kleiner Teil des Nachlasses gelangte in die Obhut der Staatlichen Kunstsammlungen Weimar.
Der Nachlass Ludwig von Hofmanns befindet sich jetzt in Potsdam (Brandenburg), wo auch die Ludwig-von-Hofmann-Gesellschaft e. V. ihren Sitz hat.
Durch zahlreiche Ankäufe wurde das Zürcher Ludwig-Hofmann-Archiv des Schweizers Peter Hüssy zur bedeutenden privaten Hofmann-Sammlung. Eine Überführung von Hüssys Sammlung nach Weimar war geplant, scheiterte jedoch an fehlenden finanziellen Mitteln der Stiftung Weimarer Klassik. Durch das Ableben Peter Hüssys kamen alle vorgenannten Bestrebungen zum Erliegen. Die Sammlung wird allmählich aufgelöst.
Um den Nachlass gab es einen mehrjährigen Rechtsstreit, in welchem die Eigentumsverhältnisse am Nachlass geklärt werden mussten. Ein 2005 ergangenes Urteil des Landgerichts Dresden stellte fest, dass der Stiftung Weimarer Klassik und Kunstsammlungen keine Urheberrechte und urheberrechtlichen Nutzungsrechte an den Werken des „künstlerischen Nachlasses Ludwig von Hofmanns“ zustehen [AZ. 5 O 5238/04].

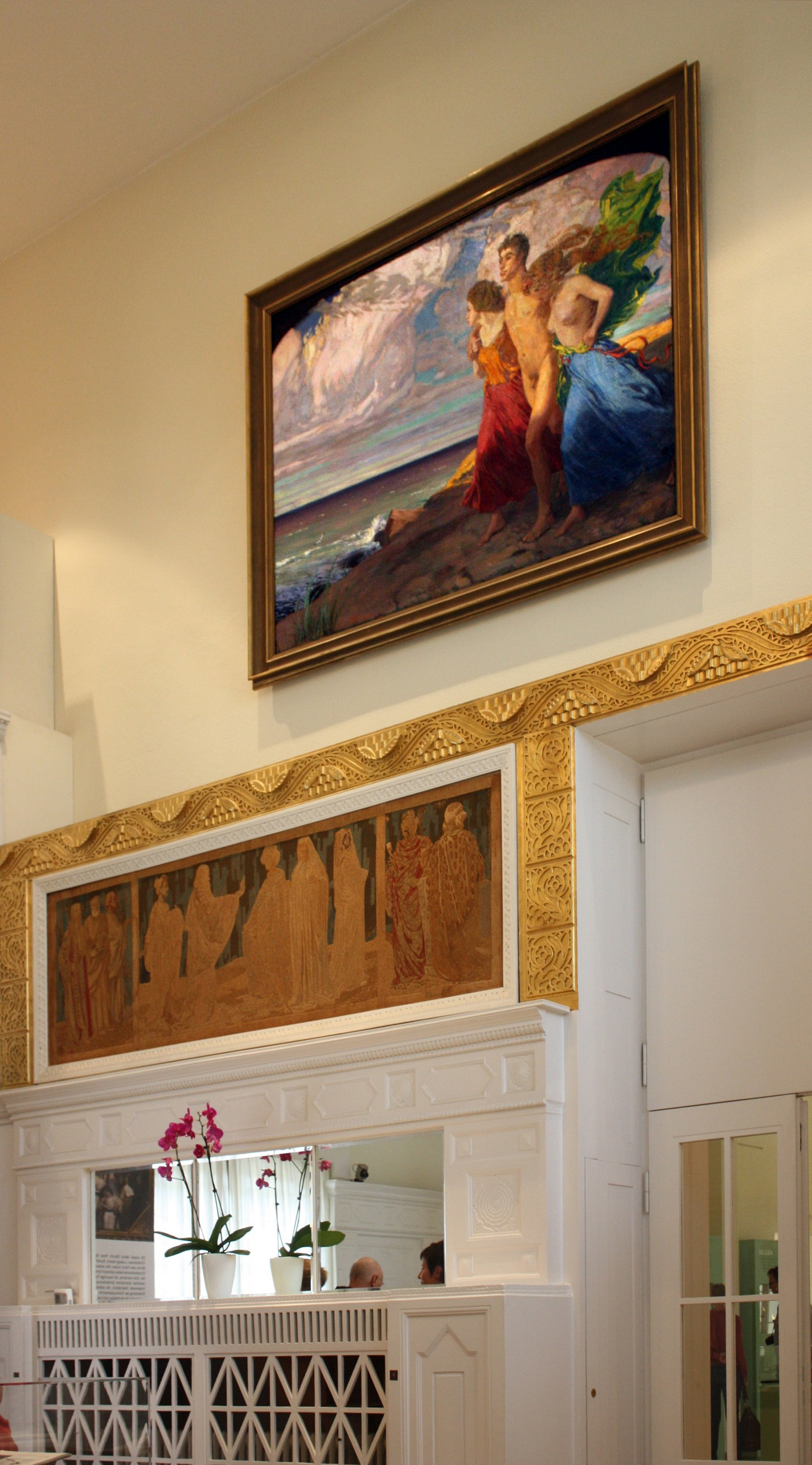
Darmstadt, Museum Künstlerkolonie, Eingangsraum mit Bild „Frühlingssturm“ von Ludwig von Hofmann

Sei 1899 wurde mit Unterbrechungen Hofmanns Bild „Frühlingssturm“ in Darmstadt ausgestellt, seit den 1990er Jahren dauerhaft. Nach der Restitution an die Erben Rudolf Mosses sollte es 2015 versteigert werden, dank einer Spende des Darmstädter Mäzenenpaars Ströher konnte die Stadt das Gemälde erwerben und es dauerhaft ausstellen.

## Veröffentlichungen (Auswahl)
- Tänze. Insel, Leipzig 1905.
- Edwin Redslob (Hrsg.): Handzeichnungen. Kiepenheuer, Weimar 1918.
- Ephraim Rosenstein (Hrsg.): Die Bilder entlang, Ludwig von Hofmann und Rainer Maria Rilke. Berlin 1998.